# Chefna
Chefna är ett vattendrag i Belgien.   Det ligger i provinsen Liège och regionen Vallonien, i den östra delen av landet, 110 km öster om huvudstaden Bryssel.
I omgivningarna runt Chefna växer i huvudsak blandskog. Runt Chefna är det ganska glesbefolkat, med 34 invånare per kvadratkilometer.